# 코니페릴 알데하이드
코니페릴 알데하이드(영어: coniferyl aldehyde)는 코르크 마개로부터 포도주로 추출되기 쉬운 저분자량의 페놀성 화합물이다.

## 물질대사
코니페릴-알코올 탈수소효소는 코니페릴 알코올, NADP+를 사용하여 코니페릴 알데하이드, NADPH, H+를 생성한다.
코니페릴-알데하이드 탈수소효소는 코니페릴 알데하이드, H2O, NAD+, NADP+를 사용하여 페룰산, NADH, NADPH, H+을 생성한다.
다이하이드로플라보놀 4-환원효소는 시나프알데하이드 또는 코니페릴 알데하이드 또는 쿠마르알데하이드 및 NADPH를 사용하여 각각 시나필 알코올 또는 코니페릴 알코올 또는 파라쿠마릴 알코올 및 NADP+를 생성한다.

## 같이 보기
- 코니페릴 알코올
- 포도주의 페놀 성분